# Charles-Marie Dulac
Charles Marie Dulac est un peintre et lithographe français né le 26 novembre 1866 à Paris, où il est mort le 29 décembre 1898.
Une crise mystique bouleverse sa vie  et son œuvre, laquelle est jugée souvent proche des symbolistes et des idéalistes.

## Biographie

### Enfance et formation: 1866-1890
Charles Dulac naît le 26 novembre 1866 dans le 11e arrondissement de Paris d’un père commerçant, Balthasar Dulac, et d’une mère d’origine alsacienne. On sait peu de choses de sa scolarité. Henry Cochin, historien d’art et député du Nord, très actif dans les milieux intellectuels catholiques et qui le soutient toute sa courte vie, écrit en 1899 dans In memoriam Dulac : « Dulac […] fut peintre par vocation. Dès son enfance, alors qu’il suivait en élève dissipé, les cours de l’école primaire, il ne prenait plaisir qu’aux lignes et aux couleurs. Il dessinait naturellement et ne songeait qu’à dessiner. Son goût ne fut pas contrarié : il suivit les cours de l’École des Arts décoratifs. »
Le même Cochin évoque une mort prématurée du père qui aurait obligé le jeune homme à devoir gagner sa vie. En fait, Balthasar Dulac meurt lorsque son fils a vingt ans. C’est sans doute beaucoup plus tôt, et à l’instar d'autres artistes du temps, qu’il entre en apprentissages successifs chez un peintre décorateur d’appartement, dans une maison de papiers peints puis comme peintre de décors à l’atelier de Jean-Baptiste Lavastre. Il travaille à l’Opéra de Paris et dans différents théâtres. Parallèlement, il commence à peindre pour lui-même, essentiellement des natures mortes, il rencontre des artistes et fréquente des ateliers de peintres comme ceux d’Adrien Karbowsky (1855-1945), Ferdinand Humbert (1842-1934), Henri Gervex (1852-1929) et Alfred Roll (1846-1919), alsacien comme sa mère.
Plus tard, vers 1890, il fréquenta les ateliers de Pierre Puvis de Chavannes (1824-1898) et d’Eugène Carrière (1849-1906).
Les premières œuvres de Charles Dulac sont mal connues. Dans l’exposition posthume, organisée en avril 1899, figurent deux Nature morte de 1886 et deux autres de 1887, deux Polichinelle, une Étude de poissons de 1889. À partir de 1890, les toiles sont beaucoup plus nombreuses.
Dulac fait le choix d’être peintre à part entière. Loin de l’académisme, de l’impressionnisme, du réalisme, il se situe parmi les artistes qui veulent garder le souci d’une bonne technique de la peinture et du dessin, mais estiment que l’art doit exprimer une sensibilité, une vision du monde. Il commence à exposer lorsque surgit un élément majeur pour lui : une grave intoxication au plomb due à l’emploi de la céruse lors de  ses années d’artisan décorateur. Elle provoque une profonde crise morale et religieuse. Henry Cochin donne à cette crise une importance extrême dans sa vie d’artiste : « Jusqu’à la crise […] Dulac n’a pas vraiment commencé sa carrière artistique. Il a formé son œil et sa main ; aujourd’hui il se sent emporté par la vraie, la définitive vocation ». Dans le même opuscule, J.K. Huysmans confirme : « son œuvre réelle ne s’atteste en somme qu’avec sa conversion ».

### Un début de carrière bouleversé par la maladie: 1890-1892
Charles Dulac est présent dans les grands salons en 1890.
D’après le Dictionnaire Bénézit, Auguste Marguillier et Jean-David Jumeau-Lafond, il expose dans les salons à partir de 1889. Pour Marguiller, l’œuvre était un portrait de jeune fille. Il précise : « Il ne peint pas que les tableaux qu’il expose. Il travaille beaucoup, multiplie les études, à l’huile, au pastel, au crayon qu’il rapporte de voyages nombreux en Bretagne, Normandie, en Bourgogne, en Alsace, dans le Nord de la France, études où il note principalement les sites que la largeur des horizons et la majesté des lignes, parfois aussi leur aspect d’intimité et de mélancolie, imposent à son attention, et qui bientôt serviront de base à des compositions lithographiées où son talent finira par donner sa pleine expression. Dulac peint peu sur le motif, il n’est guère un peintre de plein air, travaillant dans la nature. La plupart de ses toiles sont faites sur la base de croquis et de notes prises sur place. Certains paysages le marquent plus que d’autres et il tend à les reprendre et à les réinterpréter. Il les théâtralise, modifie, épure… ».
Il n'y a de trace certaine d’expositions qu’en 1890 au Salon des indépendants — ouvert depuis 1884 — et au Salon du Champ-de-Mars ou Société nationale des beaux-arts (SNBA), créé justement en 1890, en dissidence du Salon des artistes français, fondé lui en 1881. Au Salon des indépendants, il expose en 1890 dix toiles dont il n’est pas précisé la date d’exécution. Quatre concernent Vézelay et ses environs. D’autres représentent Saint-Julien-le-Pauvre, des natures mortes, des Raies, deux études marines, un Polichinelle. Il expose dix toiles en 1891 (dont quatre de Vézelay, des vues de Touques, un portrait), dix autres en 1892, dont deux de Vézelay, des paysages de neige à Montmartre, le quai des Célestins, la baie des Trépassés. Au Salon de la Société nationale des beaux-arts, il expose en 1890 un tableau, Les poissons, un paysage en 1891 et sept autres en 1892, dont un de Vézelay, un portrait de sa mère, une vue de Saint-Étienne-du-Mont et de Moissac. Ces expositions sont bien remarquées par les critiques.
S’il y a tant de tableaux qui représentent l’abbatiale de Vézelay ou les environs, c’est que le retour à la foi de Dulac aurait eu lieu à Vézelay. Il est seulement certain qu’il séjourne à plusieurs reprises au monastère proche de la Pierre-qui-Vire. Il traverse une profonde crise mystique, il n’a que 24 ans et sa carrière d’artiste s’en trouve transformée.

### Engagement religieux
Il ne s’agit pas à proprement parler d’une conversion puisque Dulac est né dans une famille chrétienne et a été baptisé dès son plus jeune âge. C’est un retour à la foi comme il y en a eu beaucoup à l’époque, mais intense. Il bouleverse totalement la manière dont le jeune homme assume sa vie d’artiste. Henry Cochin mentionne que : « Ce qu’il veut désormais, le voici : c’est honorer Dieu dans la beauté de ses créatures. Par les formes de la nature, il cherche la pensée créatrice. Il étudie la nature avec plus de fidélité que ne peut y mettre un réaliste, puisqu'il voit en elle l’œuvre de la main divine ». Cette nouvelle manière de concevoir son art va s’épanouir pour Dulac à l’intérieur de la Société de Saint-Jean pour le développement de l'art chrétien qui fut pour lui un lieu de formation, de rencontres, d’encouragement, de promotion. Initialement, elle fut fondée en 1839 par Henri Lacordaire et se voulait une fraternité d’artistes chrétiens soucieux de renouveler toutes les disciplines artistiques. Une nouvelle Société de Saint-Jean pour l’encouragement de l’art chrétien fut créée en 1872, reconnue d’utilité publique en 1878. Elle ne cesse d’évoluer pour répondre à son objectif : lutter contre la décadence de l’art religieux, regrouper les artistes et amateurs, développer des études d’esthétique, d’archéologie, d’histoire, publier à partir de 1889 une revue mensuelle, Les Notes d’art et d’archéologie, des livres, organiser des expositions, des concerts, des récompenses aux artistes et écrivains qui poursuivent les mêmes buts. Henry Cochin en fut un président très actif à partir de 1894, il est aussi l’intime de Dulac, il le soutient, l’encourage, l’expose, achète et fait acheter ses toiles par ses amis.
C’est dans ce milieu propice et protecteur, à la fois très catholique, bourgeois et intellectuel, que Charles-Marie Dulac — il commença vers 1895 à ajouter ce « Marie », ou un « M » surmonté d’une petite croix dans sa signature, puis à inverser l’ordre des prénoms au profit de Marie-Charles — peut à la fois exercer son art tout en vivant pleinement sa foi. Il continue d’exposer à Paris et ailleurs.
Au Salon des indépendants, il participe avec six toiles en 1893, des paysages de neige, les Ruines du château de Saint-Cloud. Au Salon de la Société nationale des beaux-arts, il présente trois toiles en 1893, deux en 1894, trois en 1897, ainsi que trois gravures et en 1898, quatre petites toiles italiennes.

### Le lithographe

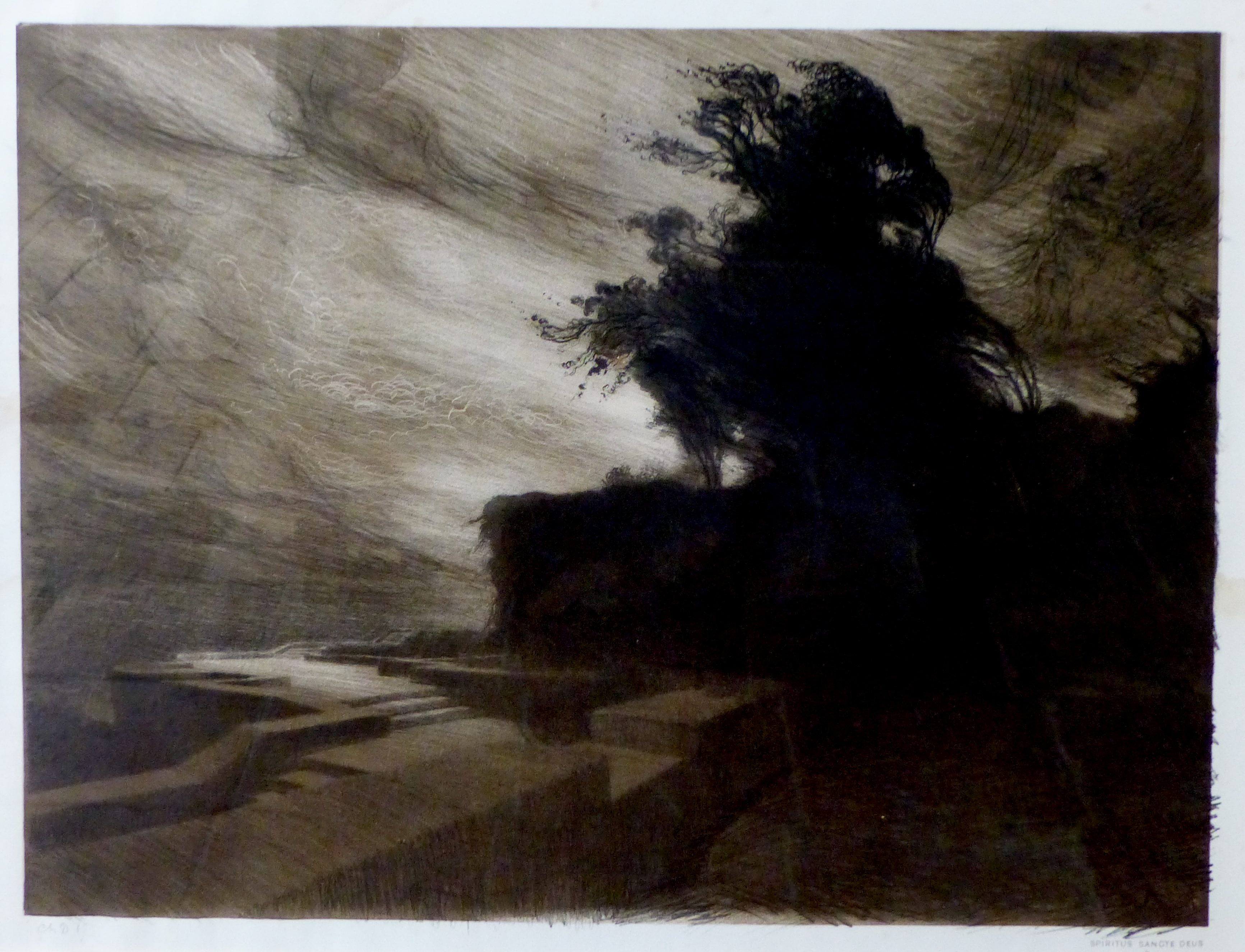
Le Vent, lithographie, Avallon, musée de l'Avallonnais.

Il s’épanouit surtout dans les années 1892-1894 dans la lithographie. Son œuvre lithographique est inséparable de sa spiritualité. C’est grâce à elle que Charles Dulac figure dans quelques collections de grands musées occidentaux. C’est elle qui enthousiasme Joris-Karl Huysmans qui s’en fait le chantre dans La Cathédrale (1898) et dans de nombreux articles de critique. Dulac fait ses premières lithographies vers 1892, mais l’essentiel de son travail réside dans deux albums : Suite de paysages (1893), composé d’une dizaine de planches, et Le Cantique des Créatures (1894), avec neuf planches. Il commence une série plus explicitement religieuse encore, Le Credo, qu’il ne peut achever pour des raisons de santé. Ces lithographies représentent souvent des paysages vus lors de ses voyages en Flandre ou à Vézelay, théâtralisés, réinterprétés, apurés. Pour Huysmans, elles font de l’artiste le seul peintre vraiment religieux de sa génération. En 1894 également, sont publiées trois lithographies dans l'album des Peintres-lithographes et deux dans ceux de L'Estampe originale.
L’ensemble de ces œuvres est exposé en 1896 à la galerie d’avant-garde Le Barc de Boutteville, avec un catalogue écrit par Henry Cochin.
Certains critiques et historiens d'art, essentiellement du fait de ces lithographies, classent l’artiste parmi les symbolistes.

### Les voyages en Italie et une correspondance abondante
À partir de 1896-1897, Charles-Marie Dulac ne poursuit plus de carrière et ne se soucie plus d’exposer sauf pour répondre aux sollicitations de ses amis. Il ne songe plus qu’à voyager en Italie, le plus souvent dans des lieux d’inspiration franciscaine, cultivant sa passion pour l’art italien primitif, soignant aussi son corps malade à la chaleur méditerranéenne. Il peint alors de nombreuses petites toiles représentant des vues d’Assise, Ravenne, Florence, Fiesole qu’il envoie à ses proches pour payer son voyage. Il séjourne aussi dans des couvents, où il laisse des tableaux et écrit de nombreuses lettres à ses amis, dont Henry Cochin et Pierre Roche, qui sont des témoignages d’une âme profondément mystique. Sa correspondance est publiée par les soins de la Société de Saint-Jean dans les Notes d’art et d’archéologie en 1904 et en un volume chez Bloud en 1905.

### Dernières années
La dégradation de l’état de santé du peintre, autant que son désir de rencontrer Joris-Karl Huysmans le font rentrer à Paris. Il est devenu depuis quelques années membre du Tiers-Ordre franciscain. Il meurt revêtu de sa robe de bure chez sa mère le 29 décembre 1898 et est enterré à Paris au cimetière du Père-Lachaise le 2 janvier 1899. Huysmans rend alors un vibrant hommage à celui avec lequel il pensait pouvoir fonder une communauté d'artistes mystiques à Ligugé. Dans son article déjà cité il s'interroge sur la signification de la mort précoce d'un tel peintre, « espoir mystique de la peinture de notre temps » et ajoute : « Étant donné l'état d'imbécilité et de ruse dans lequel croupit l'art religieux moderne, la perte de ce pur artiste désarçonne. »
Une exposition posthume est organisée par ses amis et collectionneurs chez Ambroise Vollard en avril 1899. Elle réunit une centaine de tableaux et lithographies et fait l’objet de l’In Memoriam d'Henri Cochin et Joris-Karl Huysmans. D'autres expositions, de plus en plus éparses et réduites, suivront.
Des références à son œuvre se trouvent encore dans des revues d'art des premières années du XXe siècle, elles sont essentiellement le fait de ses amis (Huysmans, Cochin, Maurice Denis, Paul Jamot) et deviennent de plus en plus rares au fur et à mesure de leur disparition.
Charles Dulac est présent dans des collections publiques, entre autres en France, aux États-Unis, au Royaume-Uni, au Canada et en Nouvelle-Zélande

## Œuvres dans les collections publiques
Canada
- Montréal, Musée des beaux-arts du Canada[15],[16].

États-Unis
- Cambridge, musées d'Art de Harvard.
- Lawrence, Spencer Museum of Art.
- New York :
  - Metropolitan Museum of Art[17].
  - Museum of Modern Art[18].
- San Francisco, musée des Beaux-Arts[19].

France
- Avallon.
- Autun[20].
- Beauvais[21].
- Brest, musée des Beaux-Arts :
  - Assise, 1897, huile sur toile, 38,2 × 46,3 cm[22] ;
  - Le Rhône à Avignon, 1896, huile sur toile.
- Gray (Haute-Saône), musée Baron-Martin :
  - Ruines du château de Saint-Cloud, huile sur toile, 33 × 80 cm ;
  - Nef de l'église de Vézelay, 1891, huile sur toile, 115 × 147 cm, dépôt du musée d'Orsay.
- Paris :
  - Institut national d'histoire de l'art : fonds de lithographies.
  - musée d'Orsay[23] :
    - Quai des Célestins, 1891 ;
    - L'Eau et le feu, 1894.
- Reims[24].
  - Musée des Beaux-Arts
    - Fleurs, 1892[25]
    - Le Canal, 1894[26]
    - Vue de San Salvator Del Monte, 1897[27]
    - Carceri d’Assise, 1898[28]
    - Lever de soleil au-dessus de l'Arno, 1898[29]
    - Coucher de soleil, 1898[30]
    - La Neige à Montmartre[31]
    - Chapelle à Saint-Germain-des-Prés[32]
    - Chapelle à Saint-Germain-des-Prés[33]
    - Printemps à Montmartre[34]
    - Sa Chambre[35].

Royaume-Uni
- Glasgow, Galerie nationale d'Écosse.

Nouvelle-Zélande
- Auckland, musée d'Art d'Auckland[36].

Œuvres de Charles-Marie Dulac
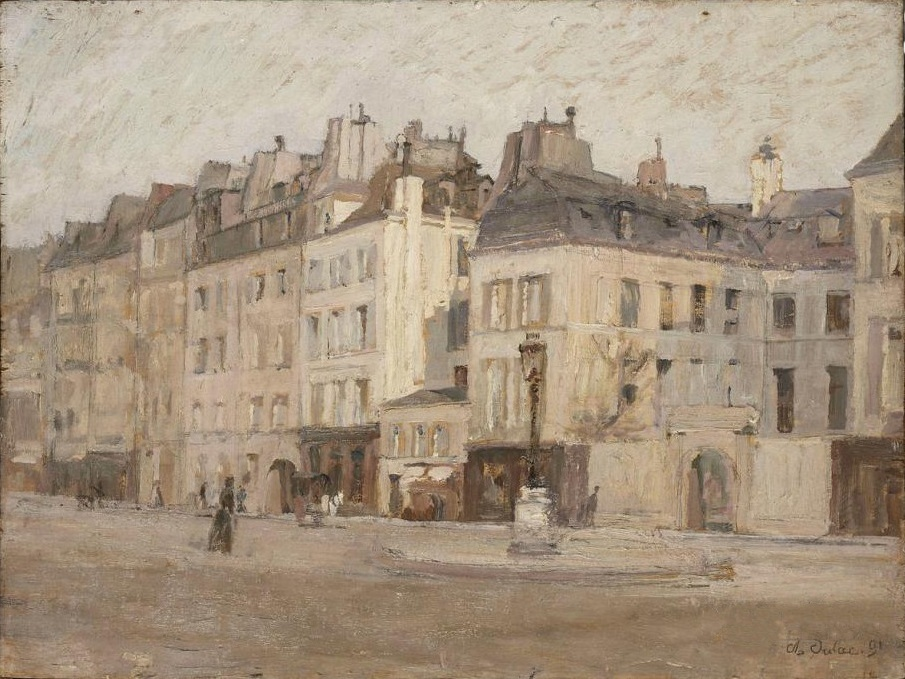
Quai des Célestins (1891), Paris, musée d'Orsay.
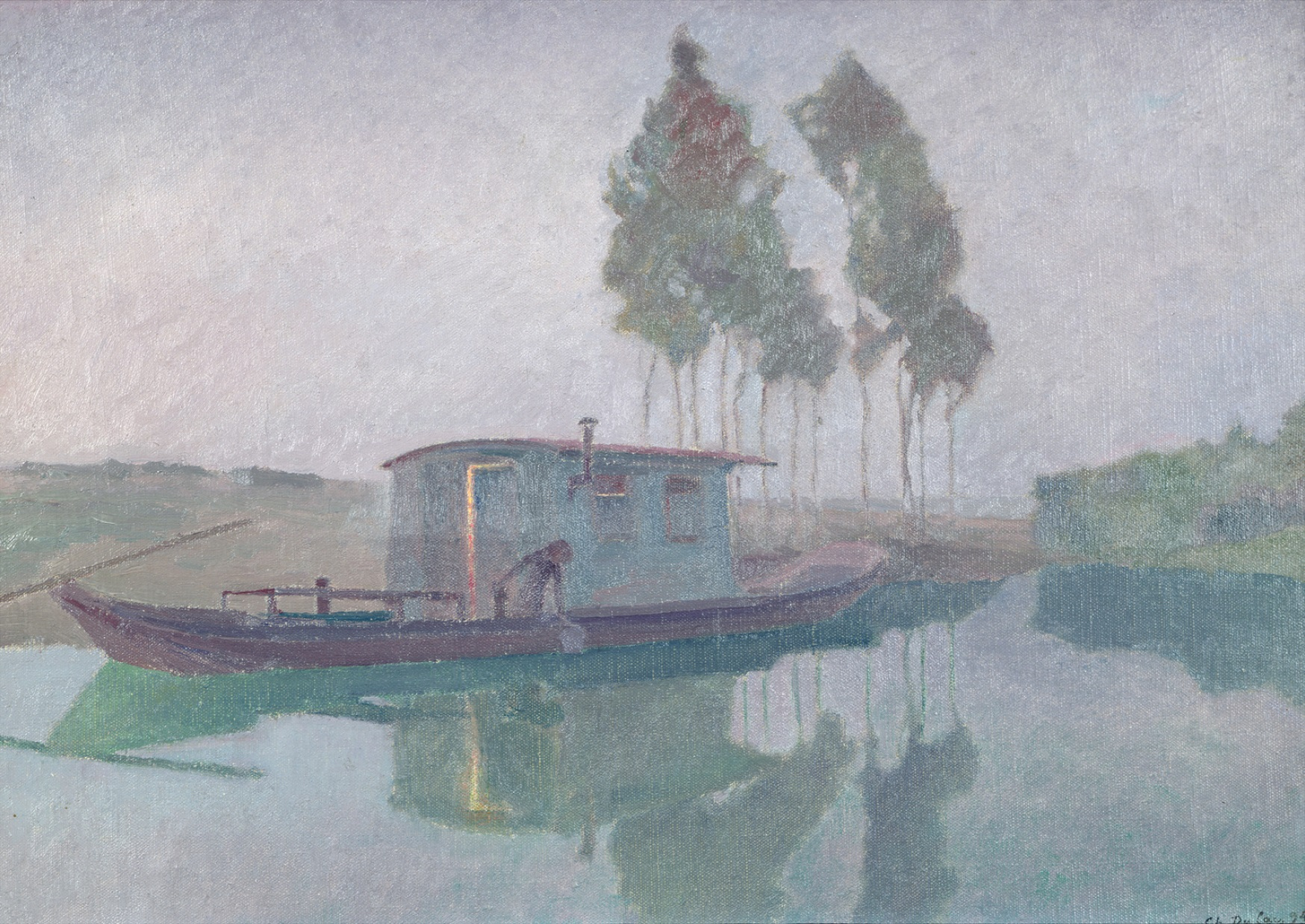
L'Eau et le feu (1894), Paris, musée d'Orsay.
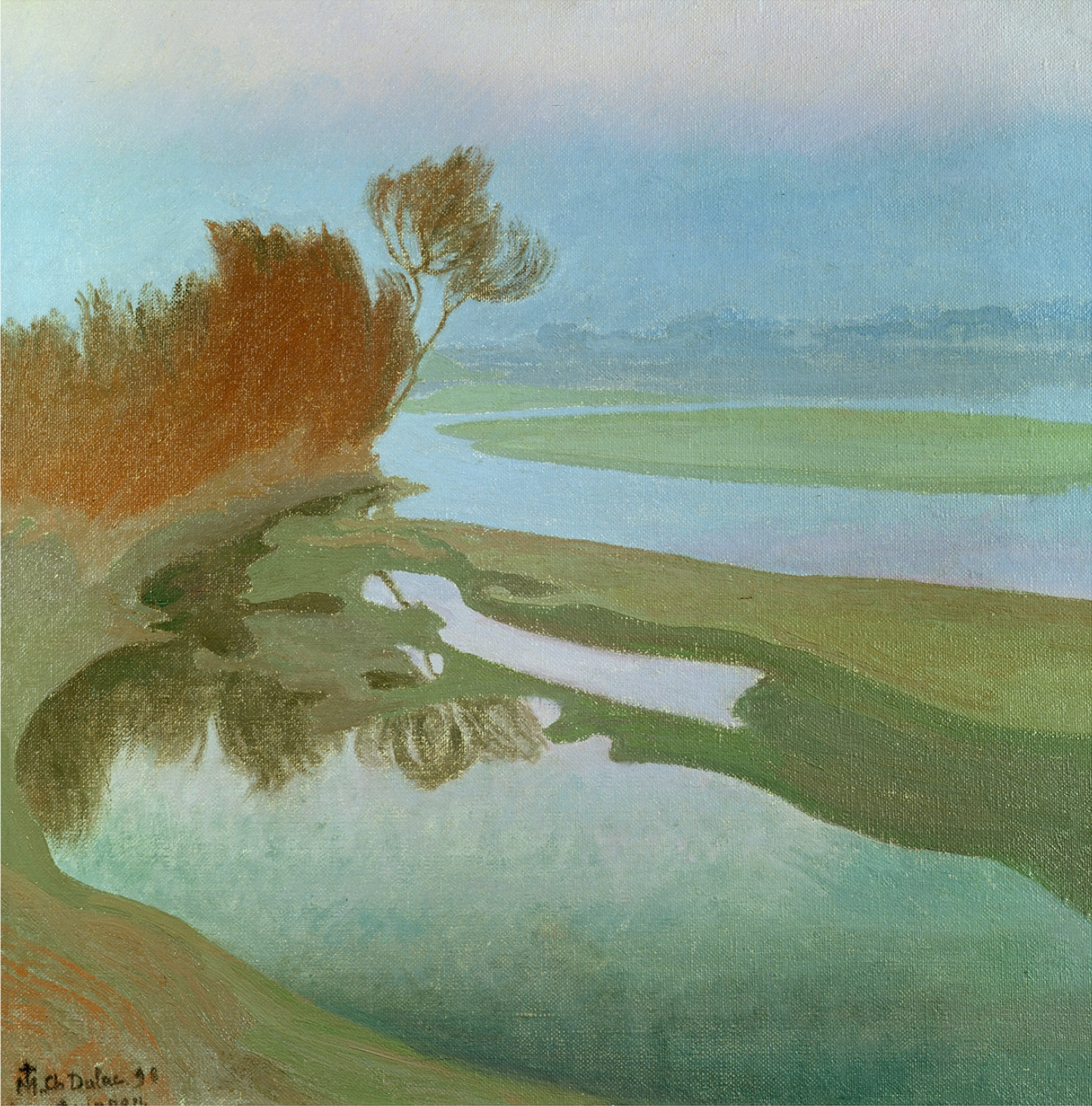
Le Rhône à Avignon (1896), musée des Beaux-Arts de Brest.
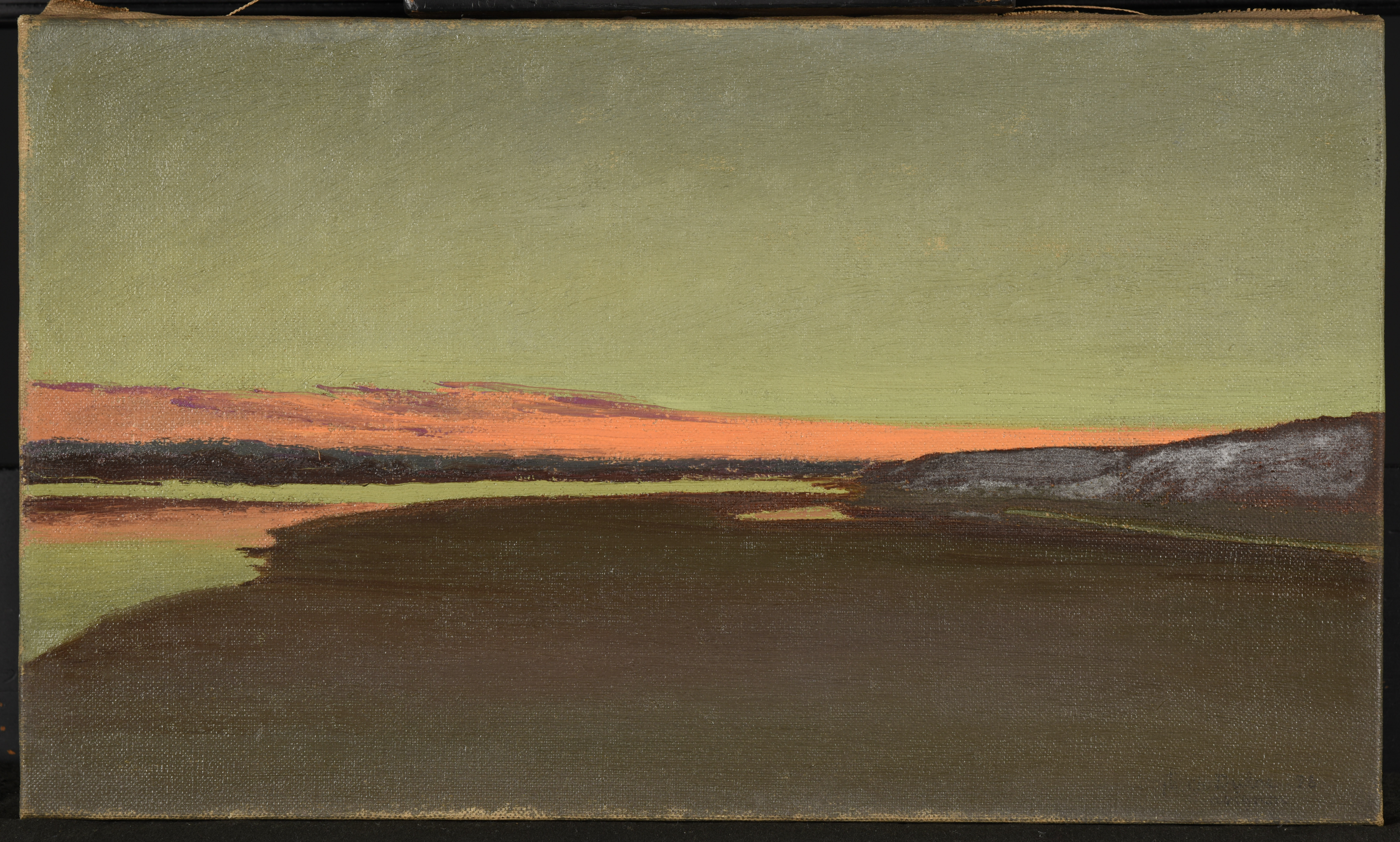
Coucher de soleil, 1898,  musée des Beaux-Arts de Reims

## Expositions
Après l’exposition d’avril 1899, quelques autres expositions sont organisées en 1906 et 1911 à Paris dans les locaux de la Société de Saint-Jean.
- En 1907, à Strasbourg, où sa mère s’est retirée, une exposition d’hommage à Maison d’art alsacienne.
- En 1909, à Düsseldorf, une exposition Charles Dulac, Puvis de Chavannes, Odilon Redon et Armand Point.
- En 1926, un hommage lui est rendu, parmi beaucoup d’autres artistes disparus, lors de l’exposition « Trente ans d’art indépendant » au Grand Palais à Paris. La manifestation célèbre les artistes qui, entre 1884 et 1914, ont participé au Salon des indépendants. Six toiles de Dulac sont exposées, toutes prêtées par Paul Jamot[37].
- En 1941, lors de l’exposition du legs Jamot au musée de l'Orangerie à Paris, quelques tableaux de Dulac sont présents et cités dans le catalogue établi par Maurice Denis. Une dizaine d’œuvres sont données au musée des Beaux-Arts de Reims.

Il est présent avec un ou deux tableaux dans quelques expositions collectives ou thématiques : 
- En 1972, une  exposition itinérante « Peintres symbolistes français », Londres, Liverpool, Madrid, Barcelone (participation du musée des Beaux-Arts de Reims) ;
- en 1973, Autour de Levy-Dhurmer, Visionnaires et Intimistes, une toile de Dulac Le Rhône à Avignon (1898) du musée des Beaux-Arts de Brest[22], avec un commentaire dans catalogue de Jean Lacambre et une autre référence dans catalogue par Jacques Foucart ;
- en 1994, exposition itinérante « Le symbolisme en France », Stockholm, Oslo, Helsinki, avec le musée des Beaux- Arts de Reims ;
- en 1994, à la Galerie nationale d'Écosse, « From Monet to Matisse » ;
- en 1999-2005, « Les peintres de l’âme », exposition itinérante organisée par Jean-David Jumeau-Laffond ;
- en 2009, au musée de Beauvais, qui dispose d’une riche collection d’œuvres de Dulac, « La nébuleuse symboliste » ;
- en 2017, au musée d’Orsay à Paris, du 14 mars au 25 juin, « Au-delà des étoiles, le paysage mystique, de Monet à Kandinsky », organisée en partenariat avec le Musée des beaux-arts de l'Ontario de Toronto ;
- en 2017, à Amsterdam au musée Van Gogh : « Prints in Paris 1900 »[38] ;
- en 2018, à la Propriété Caillebotte à Yerres : « La porte des rêves. Un regard symboliste », du 7 avril au 29 juillet[39].